# Etesiolaus
Etesiolaus is een geslacht van vlinders van de familie van de Lycaenidae, uit de onderfamilie van de Theclinae. De wetenschappelijke naam en de beschrijving van dit geslacht zijn voor het eerst gepubliceerd in 1959 door Henri Stempffer en Neville Henry Bennett.
Dit geslacht werd tot 2003 beschouwd als een ondergeslacht van Iolaus. Een verschil met Iolaus is dat de rupsen van dit geslacht op soorten van de familie van de Sapotaceae leven, terwijl rupsen van Iolaus-soorten op Loranthaceae- en Olacaceae-soorten leven.
De soorten van dit geslacht komen voor in tropisch Afrika.

## Soorten
- Etesiolaus catori (Bethune-Baker, 1904)
- Etesiolaus kyabobo (Larsen, 1996)
- Etesiolaus pinheyi Kielland, 1986